# Прокса, Гжегож
Гжегож Прокса (пол. Grzegorz Proksa; 23 ноября 1984 года, Мысловице, Силезское воеводство) — польский боксёр-профессионал, выступавший в средней весовой категории. Чемпион Европы в среднем весе (версия EBU).

## Профессиональная карьера
Гжегош дебютировал на профессиональном ринге в марте 2005 года, в средней весовой категории. Проводил бои против более опытных боксёров, и уже к шестому поединку завоевал молодёжные титулы чемпиона по версиям WBC и IBF. В 2010 году завоевал титул чемпиона Европы по версии EBU-EU. В октябре 2011 года досрочно победил Сибастьяна Сильвестра, и завоевал титул чемпиона Европы по версии EBU. В марте 2012 года в первой защите титула близким решением судей уступил Керри Хоупу, и потерпел первое поражение. Но в июле Гжегош взял реванш, нокаутировав Хоупа в 8-м раунде, снова завоевал титул чемпиона Европы, и закрыл единственно поражение. В сентябре Гжегош вышел за звание чемпиона мира по версии WBA с казахстанским боксёром, Геннадием Головкиным, и проиграл ему нокаутом в 5-м раунде.

## Результаты боёв
В таблице перечислены результаты всех поединков боксёров.
В каждой строке указан результат поединка. Дополнительно номер поединка обозначен цветом, который обозначает итог поединка. Расшифровка обозначений и цветов представлена в нижеследующей таблице.
| Пример | Расшифровка                     |
| ------ | ------------------------------- |
|        | Победа                          |
|        | Ничья                           |
|        | Поражение                       |
|        | Планируемый поединок            |
|        | Поединок признан несостоявшимся |
| КО     | Нокаут                          |
| ТКО    | Технический нокаут              |
| PTS    | Решение судей (по очкам)        |
| UD     | Единогласное решение судей      |
| MD     | Решение большинства судей       |
| SD     | Раздельное решение судей        |
| RTD    | Отказ от продолжения боя        |
| DQ     | Дисквалификация                 |
| NC     | Поединок признан несостоявшимся |

| Бой | Дата            | Соперник            | Судья             | Место боя                                                               | Раундов   | Результат | Дополнительно                                                                 |
| --- | --------------- | ------------------- | ----------------- | ----------------------------------------------------------------------- | --------- | --------- | ----------------------------------------------------------------------------- |
| 33  | 8 ноября 2014   | Мацей Сулецки       | Дариуш Зволински  | Краков Арена, Краков, Польша                                            | 10(TKO7)  | Поражение |                                                                               |
| 32  | 28 июня 2013    | Серхио Мора         | Телис Ассимениос  | Veteran's Coliseum, Джэксонвилл, Флорида, США                           | 10(UD)    | Поражение |                                                                               |
| 31  | 9 февраля 2013  | Норберт Шекерес     | Пол МакКалах      | Odyssey Arena, Белфаст, Северная Ирландия, Великобритания               | 6(PTS)    | Победа    |                                                                               |
| 30  | 1 сентября 2012 | Геннадий Головкин   | Карл Фитч         | Turning Stone Resort & Casino, Верона, Нью-Йорк, США                    | 12(TKO5)  | Поражение | Бой за титул чемпиона Мира в среднем весе по версии WBA,6-я защита Головкина. |
| 29  | 7 июля 2012     | Керри Хоуп          | Джон Кан          | Motorpoint Arena, Шефилд, Йоркшир, Великобритания                       | 12(TKO8)  | Победа    | Бой за титул чемпиона Европы в среднем весе по версии EBU,1-я защита Хоупа.   |
| 28  | 10 мая 2012     | Рудольф Варга       | Булкса Габрис     | Toto Gym, Будапешт, Венгрия                                             | 4(TKO3)   | Победа    |                                                                               |
| 27  | 17 марта 2012   | Керри Хуп           | Фил Эдвардс       | Motorpoint Arena, Шефилд, Йоркшир, Великобритания                       | 12(MD)    | Поражение | Потерял титул чемпиона Европы по версии EBU в 1-м среднем весе.               |
| 26  | 1 октября 2012  | Себастьян Сильвестр | Робин Дольльпьерр | Jahnsportforum, Нойбранденбург, Мекленбург-Передняя Померания, Германия | 12 (RTD3) | Победа    | Выиграл титул чемпиона Европы по версии EBU в среднем весе.                   |